# خیک

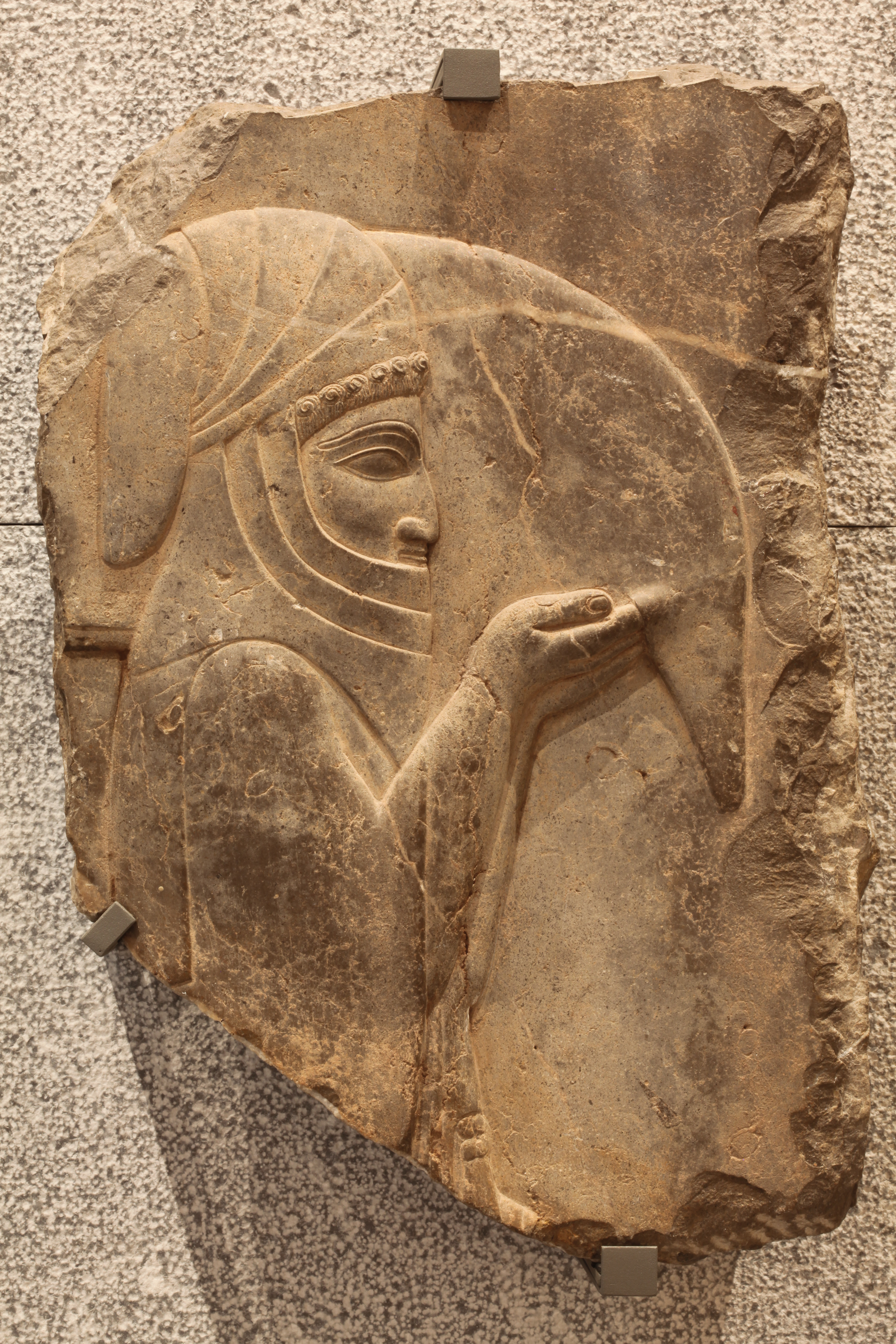
نقشی از آورنده خیک به دربار شاهنشاه ایران. از نقش‌های تخت جمشید.

خیک یا مَشک  ظرف چرمینی از پوست گوسفند و بز و گوساله است که برای حمل و نگهداری آب، دوغ، روغن و غیره در بین ایلات و عشایر از آن استفاده می‌شود.
پوست گوسفند که درست و بدون شکافتن از وسط کنده باشند و در آن ماست و دوغ و آب و جز آن بریزند را خیک یا خیگ می‌گویند. اگر پشم روی این پوست نیز کنده و دباغی شده باشد به آن مَشک گفته می‌شود.
استفاده از خیک و مشک آب بیشتر در مناطق خشک و گرمسیر سودمند است و با باد کردن آن از آن برای گذر از آب هم استفاده می‌شود. پیشینه کاربرد خیک در میان کوچ‌گردان احتمالاً به پنج هزار سال پیش می‌رسد. تصاویری از نقش‌برجسته‌های آشور باستان مربوط به ۳۰۰۰ سال پیش به‌جا مانده که استفاده از خیک برای شناور ماندن بر روی آب را نشان می‌دهد.
کسانی که مشک آب را در جمع و برای رساندن آب به تشنگان حمل می‌کنند آبرسان یا سَقّا نامیده می‌شوند. از زمان ساخت قمقمه کاربرد خیک و مشک آب بسیار کمتر شده‌است.
در اسپانیا و دیگر نقاط نوعی از مشک را برای حمل شراب استفاده می‌کنند که مشک شراب نام دارد. نوعی از خیک برای ساخت یک آلت موسیقی به نام نی‌انبان کاربرد دارد.
در فارسی به طور عامیانه اصطلاحاً نوعی از چاقی را با خیک مقایسه می‌کنند و به چنین فردی «خیکی» می‌گویند که لفظی تحقیرآمیز است.
از مراکز تولید مشک زرقان در فارس است.